# Ministério da Guerra da Prússia

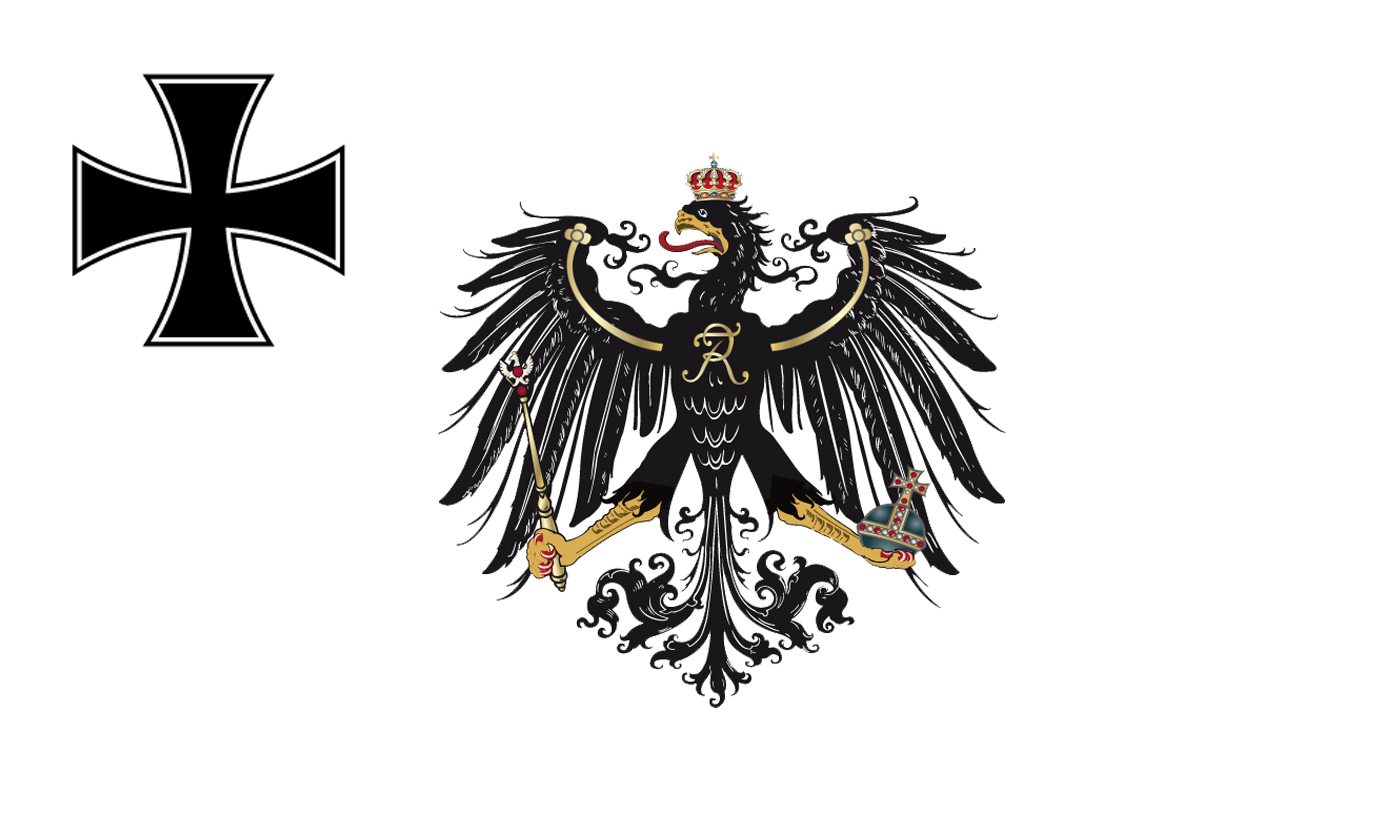
Bandeira de Guerra da Prússia (1816)

Ministério da Guerra da Prússia foi estabelecido gradualmente entre os anos de 1808 e 1809 como parte de uma série de medidas iniciadas pela Comissão de Reorganização Militar criada após o Tratado de Paris. O Ministério tinha por objetivo manter as forças militares sob o controle constitucional e, juntamente com o Estado-Maior, sistematizar a conduta de guerra.
Em 1910 o Ministério foi dividido em dois departamentos. Ao primeiro coube atender à constituição e comando do exército, enquanto que o segundo gerenciava as finanças.
O Ministério existiu de 1808 até 1919 e Gerhard von Scharnhorst, o mais notável e influente reformista do exército, foi o primeiro ministro da instituição.